# Ковила Мартиновського
{{#ifeq:0|0|{{#if:|{{#if:Stipamartinovskyi|[[]}}|}}}}
Ковила́ Мартино́вського (Stipa martinovskyi) — рідкісна багаторічна рослина родини тонконогових, ендемік України. Вид занесений до Червоної книги України у статусі «Недостатньо відомий». Перспективна декоративна і протиерозійна культура.

## Опис
Трав'яниста рослина заввишки 1 м, гемікриптофіт, утворює великі дернини. Стебла вкриті дрібним та густим опушенням під вузлами та суцвіттям (волоски до 1 мм завдовжки). Стеблові листки 4-12 см завдовжки та 1,9-2,2 мм завширшки; язички до 4-7 мм завдовжки. Неплідні гони за довжиною дорівнюють стеблу; пластинки листів 2 мм завширшки, знизу голі та гладенькі, зверху дрібнощетинисті; язички яйцеподібноланцетні, 0,5-2,5 мм завдовжки; піхви опушені дрібними волосками.
Суцвіття — волоть, що складається з 5-7 колосків. Її вісь 7,5-14 см завдовжки, опушена щетинкоподібними волосками, на нижньому вузлі з пензликом волосків. Колоскові луски до 6-7 см завдовжки; нижня квіткова луска 18-21 мм завдовжки, дві крайові смужки волосків доходять до основи остюка; з трьох дорсальних смужок середня є найдовшою, але не доходить до середини луски. Остюк 26-41 см завдовжки, у нижній закрученій частині голий, трохи шершавий, у верхній — пірчастий. Довжина пера становить 19-32 см. Гола частина остюка при цілком стиглих плодах жовтувата.

## Екологія та поширення
Вид світлолюбний і посухостійкий. Зростає у передгірських степах, є характерним компонентом петрофітних дерниннозлакових фітоценозів та шибляка (заростей сухих чагарників). Переважно трапляються поодинокі особини, побачити суцільний покрив з ковили Мартиновського — велика рідкість.
Квітне у травні, плодоносить у червні. Розмножується насінням.
Ареал виду надзвичайно вузький, він цілком лежить у межах Кримського півострова. Описані місця зростання знаходяться між селищами Чорноморське і Красна Поляна на Тарханкутському півострові, а також біля сел Нижні Кози, Партизанське, Кольчугіне, селища міського типу Коктебель.

## Значення і статус виду
Популяціям цього виду найбільше загрожують надмірне випасання худоби, порушення ґрунту, заліснення придатних для зростання ділянок. Практично усі осередки знаходяться поза межами природоохоронних територій. Можливе зростання ковили Мартиновського на теренах Карадазького заповіднику.
За умови значного поширення ця ковила може запобігати ерозії ґрунтів, також можливе її використання у декоративному садівництві.

## Синоніми
- Stipa zalesskii s. l.
- Stipa rubens subsp. sublevis Martinovský[1]